# Râul Vilnia
Vilnia (în belarusă Вільня/Vilnia, în poloneză Wilejka, Wilenka) este un râu din Lituania și afluent al râului Neris, prin urmare un subafluent al râului Niemen.

## Geografie
Vilnia izvorăște aproape de satul Vindžiūnai,  5 km la sud de Šumskas, pe frontiera dintre Lituania și Belarus. Are lungimea totală de 80 km, iar bazinul său acoperă 624 km2. Își varsă apele în râul Neris la Vilnius.

## Etimologie
Numele râului vine din limba lituaniană vilnis („val” sau „undă”). Numele orașului Vilnius are probabil aceeași origine.